# Polyestriol phosphate
Polyestriol phosphate (PE3P, SEP), được bán dưới tên thương hiệu Gynäsan, Klimadurin, và Triodurin, là một estrogen thuốc mà trước đây được sử dụng trong liệu pháp hormon mãn kinh (ví dụ, để điều trị các triệu chứng mãn kinh ở phụ nữ mãn kinh) ở Đức nhưng bây giờ không còn có sẵn. Tác dụng của nó đối với âm đạo, tử cung, thai kỳ, tuyến tiền liệt, đông máu và tiêu sợi huyết, cũng như nguy cơ ung thư vú và nội mạc tử cung, đã được nghiên cứu. PE3P đã được sử dụng ở liều lượng từ 40 đến 80   mg mỗi tháng bằng cách tiêm bắp. 50 đơn   tiêm PE3P mg có thời gian khoảng một tháng và 80 mg tiêm lần duy nhất có thời gian khoảng hai tháng. PE3P tương tự như polyestradiol phosphate và tương tự như vậy là este estrogen - cụ thể là ester và prodrug của estriol - ở dạng polymer với các liên kết phosphat. Khi điều chỉnh sự khác biệt về trọng lượng phân tử, nó chứa tương đương khoảng 80% lượng estriol. Thuốc được phát triển và đưa ra thị trường bởi công ty dược phẩm Thụy Điển Leo Läkemedel AB. Bản mẫu:Parenteral potencies and durations of steroidal estrogens